# Crack a Smile … And More
Crack a Smile … And More ist das 2000 veröffentlichte, aber bereits 1996 aufgenommene fünfte Studioalbum der US-amerikanischen Glam-Metal-Band Poison. Es ist das einzige Poison-Album, das unter Mitwirkung des Gitarristen Blues Saraceno entstand, und es enthält neben den ursprünglich zwölf für die 1996 vorgesehene Veröffentlichung zwei Outtakes, eine unfertige Demoversion, ein Outtake aus dem Album Open Up and Say … Ahh!, sowie vier Stücke, die während des 1990 aufgenommenen MTV-Unplugged-Konzertes der Gruppe mitgeschnitten worden waren.

## Entstehung
Poison hatte sich 1991 von ihrem Gitarristen C. C. DeVille getrennt und nach einem Ersatz gesucht, um das nächste Album aufnehmen zu können. Zu den Bewerbern um den Posten gehörten Richie Kotzen und Blues Saraceno; die Gruppe entschied sich für Kotzen, mit dem sie das 1993 veröffentlichte Album Native Tongue aufnahm. Nachdem sich der Gitarrist jedoch auf ein Verhältnis mit der Freundin des Schlagzeugers Rikki Rockett eingelassen hatte, wurde er gefeuert. Poison kontaktierte Saraceno, der die anstehende Tournee mit der Band bestritt und anschließend Mitglied der Gruppe wurde.
1994 begann die Gruppe in Florida mit den Arbeiten am Nachfolgealbum zu Native Tongue. Die Aufnahmen wurden durch einen schweren Autounfall des Sängers Bret Michaels verzögert und zogen sich bis 1995 hin. Neben zahlreichen eigenen Titeln nahm die Gruppe auch eine Coverversion des Liedes Cover of the Rolling Stone von Dr. Hook & the Medicine Show auf. Als sie das so entstandene Material ihrer Schallplattenfirma übergeben hatten, entschied sich das Capitol-Management gegen eine Veröffentlichung. Stattdessen wurde die Kompilation Greatest Hits 1986-1996 herausgebracht und um zwei Titel von Crack a Smile erweitert. Bis zum Jahr 2000 waren Sexual Thing und Lay Your Body Down die beiden einzigen Titel des vermeintlichen neuen Poison-Albums, die der Öffentlichkeit zugänglich gemacht wurden.
Capitol Records brachte Crack a Smile unter dem Titel Crack a Smile … And More im März 2000 heraus. Zu diesem Zeitpunkt war Poison nicht mehr bei Capitol unter Vertrag und hatte ein neues Album aufgenommen, das im Juni 2000 auf dem bandeigenen Label Cyanide Records veröffentlicht werden sollte. Crack a Smile … And More enthielt neben den ursprünglich für die Veröffentlichung vorgesehenen Liedern die Titel One More for the Bone und Set you Free, die nicht zum originalen Tracklisting gehörten. Ein weiterer Titel, der veröffentlicht wurde, war einfach Crack a Smile Unfinished Demo betitelt worden und enthält keinen vollständigen Text und hat keinen wirklichen Namen. Außerdem wurde dem Album der bisher nicht veröffentlichte Song Face the Hangman hinzugefügt, der 1988 für Open Up and Say … Ahh! aufgenommen worden war. Die enthaltenen MTV Unplugged Titel waren Your Mama Don’t Dance, Every Rose has its Thorn, Unskinny Bop und Talk Dirty to Me.

## Titelliste
1. (4:18) Best Thing You Ever Had (Bobby Dall / Bret Michaels / Rikki Rockett / Blues Saraceno)
2. (3:52) Shut up, Make Love (Bobby Dall / Bret Michaels / Rikki Rockett / Blues Saraceno)
3. (3:37) Baby Gets Around a Bit (Bobby Dall / Bret Michaels / Rikki Rockett / Blues Saraceno)
4. (3:09) Cover of the Rolling Stone (Shel Silverstein / Silverstein)
5. (5:39) Be the One (Bobby Dall / Bret Michaels / Rikki Rockett / Blues Saraceno)
6. (2:42) Mr. Smiley (Bobby Dall / Bret Michaels / Rikki Rockett / Blues Saraceno)
7. (3:37) Sexual Thing (Bobby Dall / Bret Michaels / Rikki Rockett / Blues Saraceno)
8. (5:27) Lay Your Body Down (Bobby Dall / Bret Michaels / Rikki Rockett / Blues Saraceno)
9. (3:26) No Ring, No Gets (Bobby Dall / Bret Michaels / Rikki Rockett / Blues Saraceno)
10. (3:39) That's the Way (I Like It) (Bobby Dall / Bret Michaels / Rikki Rockett / Blues Saraceno)
11. (2:54) Tragically Unhip (Bobby Dall / Bret Michaels / Rikki Rockett / Blues Saraceno)
12. (2:52) Doin' as I Seen on My TV (Bobby Dall / Bret Michaels / Rikki Rockett / Blues Saraceno)
13. (3:18) One More for the Bone (Bobby Dall / Bret Michaels / Rikki Rockett / Blues Saraceno)
14. (3:56) Set You Free (Bobby Dall / Bret Michaels / Rikki Rockett / Blues Saraceno)
15. (3:46) Crack a Smile Unfinished Demo (Bobby Dall / Bret Michaels / Rikki Rockett / Blues Saraceno)
16. (3:20) Face the Hangman Bobby Dall / C. C. DeVille / Bret Michaels / Rikki Rockett
17. (3:13) Your Mama Don't Dance (Kenny Loggins / Jim Messina)
18. (4:37) Every Rose Has Its Thorn (Bobby Dall / C. C. DeVille / Bret Michaels / Rikki Rockett)
19. (4:02) Unskinny Bop (Bobby Dall / C. C. DeVille / Bret Michaels / Rikki Rockett)
20. (4:05) Talk Dirty to Me (Bobby Dall / C. C. DeVille / Bret Michaels / Rikki Rockett)

## Rezeption
Das Album war nicht sonderlich erfolgreich, es erreichte Platz 131 der Billboard 200.
Rock Hard schrieb 2000 über Crack a Smile … And More, die Band konzentriere sich „weniger auf optische Effekte denn auf gute Songs.“ Das Album sei „kein Überhammer geworden, aber Tracks wie“ der Opener Best Thing You Ever Had, das treibende Lay You Body Down oder That's The Way I Like It seien „durchaus hörenswert.“ So ganz habe man die eigene Vergangenheit aber „dann doch nicht über Bord werfen“ können, wie die „typischen Poison-Balladen“ Be The One und Lay Your Body Down beweisen würden. Solche Nummern hätten „früher Heavy-Rotation auf MTV garantiert“, rängen dem Zuhörer heute jedoch „maximal ein Grinsen“ ab. Trotzdem sei die Band „auf dem richtigen Weg.“